# Maxine
Maxine är en brittisk kriminaldramaserie från 2022 som hade svensk premiär på strömningstjänsten C More den 15 februari 2023. Serien består av tre avsnitt.

## Handling
Serien kretsar kring två tioåriga flickors försvinnande i Soham, Storbritannien. Maxine Carrs pojkvän Ian Huntley erkänner för polisen att han var den siste som såg flickorna i livet. Maxine ger honom ett falskt alibi, men när flickornas kroppar hittas ifrågasätts hennes alibi och polisen griper paret. Serien är baserad på verkliga händelser som utspelade sig under sensommaren 2002 i Soham i Storbritannien.

## Roller i urval
- Natalie Britton - Jane Kerrigan
- Jemma Carlton - Maxine Carr
- Lesley Conroy - Lynda Huntley
- Shane Nestor - Howard Gilbert
- Scott Reid - Ian Huntley